# 연모 (드라마)
《연모》(戀慕)는 2021년 10월 11일부터 2021년 12월 14일까지 방영된 KBS 2TV 월화 드라마이다.

## 기획 의도
쌍둥이로 태어나 여아라는 이유만으로 버려졌던 아이가 오라비 세손의 죽음으로 남장을 통해 세자가 되면서 벌어지는 비밀스러운 궁중 로맨스 드라마

## 방송 시간
| 방송 채널 | 방송 기간                                           | 방송 시간                           | 방송 분량 |
| --------- | --------------------------------------------------- | ----------------------------------- | --------- |
| KBS 2TV   | 2021년 10월 11일 ~ 2021년 10월 19일 [1회~4회] (본)  | 매주 월요일, 화요일 밤 9:30 ~ 10:50 | 80분      |
| KBS 2TV   | 2021년 10월 25일 ~ 2021년 12월 14일 [5회~20회] (본) | 매주 월요일, 화요일 밤 9:30 ~ 10:45 | 75분      |
| KBS 2TV   | 2021년 11월 9일 [10회] (본)                         | 화요일 밤 10:00 ~ 11:15             | 75분      |

## 제작진

### 제작
- 안창현
- 황의경

### 제작사
- 아크미디어 (구) 이야기사냥꾼
- 몬스터유니온 : ( KBS1 저녁 일일연속극 《으라차차 내 인생》 등 제작 )

### 연출
- 송현욱 : KBS 2TV 아침 드라마 《그 여자의 선택》(조연출), KBS 1TV TV소설 《청춘예찬》(공동연출), KBS 2TV 주말 특별 기획 드라마 《열혈 장사꾼》(공동연출), KBS 1TV 주말 특별 기획 드라마 《전우》(공동연출), KBS 2TV KBS 드라마 스페셜 《화평공주 체중감량사》(연출), KBS 2TV KBS 드라마 스페셜 《기쁜 우리 젊은 날》(연출), KBS 2TV KBS 드라마 스페셜 《82년생 지훈이》(연출), KBS 2TV 월화 드라마 《브레인》(공동연출), KBS 2TV KBS 드라마 스페셜 《국회의원 정치성 실종사건》(연출) , KBS 2TV 월화 드라마 《해운대 연인들》(공동연출), KBS 2TV KBS 드라마 스페셜 《엄마의 섬》(연출), tvN 금토 드라마 《연애말고 결혼》(연출), tvN 금토 드라마 《슈퍼대디 열》(연출), tvN 월화 드라마 《또 오해영》(연출), tvN 월화 드라마《내성적인 보스》(연출), JTBC 월화 드라마 《뷰티 인사이드》(공동연출), JTBC 금토 드라마 《우아한 친구들》(연출),《언더커버》등 연출
- 이현석 : KBS 2TV 수목 드라마 《왜그래 풍상씨》(연출), KBS 2TV 수목 드라마 《안녕? 나야!》(연출) 등 연출

### 극본
- 한희정 : KBS 2TV 드라마 스페셜 2011 《기쁜 우리 젊은 날》(집필), KBS 2TV 드라마 스페셜 2012 연작 시리즈 《국회의원 정치성 실종사건》(집필), KBS 2TV 수목 미니시리즈 《조선 총잡이》(공동집필), KBS 2TV TV소설 《내 마음의 꽃비》(공동집필), MBC 아침 일일 연속극 《역류》(공동집필), JTBC 월요 드라마 《일단 뜨겁게 청소하라》(집필) 집필

## 등장인물
- (†) 표시는 드라마 상에서 최종적으로 사망한 인물이다.

### 주요 인물
- 박은빈 (아역 : 최명빈) : 이휘/담이 역 - 감출 수밖에 없는 비밀을 짊어진 왕세자 → 왕 → 담이의 신원은 복구가 되어 담이로 살아감.

눈처럼 새하얀 얼굴에 얼음처럼 차가운 눈빛, 신비로울 정도로 선이 고운 외모, 거기에 범접할 수 없는 위엄과 누구도 따를 자 없는 문무 실력까지 갖춘 완벽한 왕세자다.
하지만 언제나 감정을 드러내지 않는 포커페이스로 독설을 날리며 누구에게도 쉽게 곁을 허락하지 않아 궁녀들 중 누구도 언감생심 승은을 입는 건 꿈조차 꾸지 못한다.
이처럼 선 넘는 행동을 용납하지 않는 이유는 그가 죽은 오빠(이휘)의 삶을 대신 살고 있는 쌍둥이 여동생(담이)이자, 가짜 왕세자이기 때문이다.
- 로운 (아역 : 고우림) : 정지운 역 - 세자 시강원 서연관(사서) → 승정원 주서 , 휘의 스승, 첫사랑이자 연인

잘생긴 얼굴과 끝내주는 ‘도포발’을 가진 정지운은 끈기, 집념, 배짱의 상남자이자, 허허실실, 유유자적, 타고난 낙천주의자로 인생을 원 없이 즐기며 사는 시대의 풍운아.
사헌부 집의의 아들로 일찍이 과거에 급제한 인재 중의 인재지만 입신양명 탄탄대로의 길은 뒤로하고 붓 대신 침을 잡은 특별한 사연이 있다.
- 남윤수 (아역 : 최로운) : 이현 역 - 자은군, 왕실의 종친 → 휘에게 양위를 받아 왕

왕세자 이휘와는 어린 시절부터 친형제처럼 나고 자란 막역지우다.
공자의 정명 사상을 그대로 체화한 듯한 그는 자신이 있어야 할 자리와 해야 할 일을 분명히 가릴 줄 아는 인물.
예의에 어긋나는 실수는 하지 않고, 지켜야 할 상대의 공간을 침범하지 않는 배려로 정도를 지키며 선을 넘지 않는다.
그러나 그렇게 정도를 지키는 배려 깊은 천성은 애석하게도 누군가를 향한 제 마음까지 속 안에 가두는 틀이 되고 만다.
- 최병찬 : (아역 : 옥찬유) : 김가온 (본명 : 강은서) 역 - 휘의 호위무사, 익선 강화길의 아들

감정을 드러내지 않고 그림자처럼 묵묵히 왕세자 이휘의 곁을 지키는 호위무사.
무예로 단련된 다부진 몸과 과묵한 성격으로 건아의 기운을 뿜어내는 그는 궁에서 늘 선망의 대상이 된다.
그러나 정작 본인은 오로지 휘의 안위를 지키는 일에만 전념, 수호자 역할에만 충실히 임한다.
도무지 알 수 없는 속내만큼이나 비밀스런 과거를 지닌 사내다.
군령의 충실한 군인이었던 그가 동궁전의 호위 무사가 됐다는 것 외엔 알려진 게 별로 없다.
- 배윤경 : 신소은 역 - 이조판서 신영수의 외동딸

이리 봐도 저리 봐도 부티가 좔좔 흐르는 미모의 소유자이자, 누구 앞에서도 기죽지 않고 자기주장을 명확히 밝힐 줄 아는 신여성이다.
콧대 높은 사대부가의 아가씨로, 남다른 배경에 안주하지 않는 열정을 지녔다.
또한 위기를 기회로 만드는 슬기로운 처세로 원하는 것을 반드시 제 손에 넣을 줄 알 정도로 야무지다.
세자빈의 자리를 바라보지만, 어느 날 그보다 더 욕심이 난 사내 정지운을 만나 일생일대의 고민에 빠진다.
- 정채연 : 노하경 역 - 병조판서 노학수의 늦둥이 막내딸, 휘의 부인이자 중전 → 중전이었던 기록이 없어지고, 다시 일반인

딸 바보 아버지 밑에서 자라나, 태어난 순간부터 자신을 귀하게 여기는 환경 속에서 사랑을 듬뿍 받아온 하경은 그 덕에 순도 100%의 티 없이 맑은 영혼을 소유했다.
그렇게 순수한 미소로 눈 앞에 있는 행복을 누리던 어느 날, 자신의 온 마음을 다하고 싶은 낭군을 만날 예정이다.
- 윤제문 : 한기재 역 (†) - 휘의 외조부, 좌의정

남존여비 사상으로 무장된 조선의 사대부.
상왕(太上王)을 만든 공신으로, 혜종의 장인으로, 세자 휘의 외조부로, 훈구대신들을 장악하며 권력의 정점에 서 있다.
- 배수빈 : 정석조 역 (†) - 지운 父. 한기재의 심복

옳고 그름을 판별하는 정확한 눈을 가졌으나 옳은 것이 늘 정답인 것만은 아니라 생각하는 현실적인 감각을 지녔다.
그것은 다른 말로 상황 판단과 정치적 감각이 뛰어나다는 것이 될지도 모르겠다.
그러한 자신의 판단을 바탕으로 한기재를 위시한 훈구파와 궤를 함께 하고 있다.
- 이필모 : 혜종 역 (†) - 휘의 父. 現 왕

반정을 일으켜 집권한 선왕이 필요악에 의해 공신들의 권력을 키워 주는 모습을 보며, 아버지와는 다른 왕이 되길 꿈꾸었다.
그러나 쌍생아를 출산한 빈궁이 핏덩이 딸 아이를 감싸 안고 살려 달라 애원했을 때, 공신들의 눈이 두려워 제 입으로 그 아이는 살릴 수 없다 말하며 제 딸을 버렸을 때, 혜종은 제 아버지와 다를 바 없는 왕이 되어 버렸다.

### 휘의 사람들
- 백현주 : 김상궁 역 - 동궁전 상궁

휘에게는 어머니와 다름없는 존재로, 휘의 어머니였던 빈궁의 지밀상궁이었으나, 빈궁이 죽은 후 휘를 돌봐 왔다.
휘의 출생부터 성장까지 모든 비밀의 과정들을 알고 있는 인물로 언제나 노심초사 휘의 걱정뿐이다.
- 고규필 : (아역 : 김건) : 홍내관 역 - 동궁전 내관

이름은 홍복동, 과거 세손을 모시던 소환이었다.
세손과 얼굴이 똑같은 휘를 제일 처음 발견한 것도 바로 홍내관이었는데 어느 날 세손의 갑작스런 죽음으로 세손과 휘의 운명이 뒤바뀌자 휘의 곁에서 비밀을 지켜주며, 휘의 충직한 신하이자 가장 가까운 친구가 된다.
- 김재철 : 윤형설 역 (†) - 내금위장

과거 빈궁의 부탁으로 쌍생 여아인 휘를 몰래 사가로 내보내 살린 인물로 세자시절부터 혜종을 지켜온 왕의 호위무사다.
휘의 모든 비밀을 알고 있으면서도 자신의 주군인 혜종에게 끝끝내 알리지 않고 침묵하는 건 그것이 주군을 지키고 휘를 지키는 일이라 생각하기 때문이다.
- 김인권 : 양문수 역 - 시강원 보덕

휘의 스승이자, 시강원 최고 실세.
언제나 왕과 세자의 눈치 보기에 급급해 보이지만 조직생활 만큼은 최적화된 인물이다.
- 노상보 : 박범두 역 - 시강원 문학

천재적인 머리... 그러나 춘방 앞에만 서면 그는 언제나 아프다.
여기가. 저기가. 여기저기가 다.
평생을 읽고 외어온 경서들인데 세자의 앞에만 가면 눈이 빙빙 난독증이 오는 것 같은 건... 그저 기분 탓일까?
- 김민석 : 최만달 역 - 시강원 서리

손 빠르고, 발 빠르고, 입 빠르고...
여기저기 궐 소식을 물어오는 시강원 최고 정보통, 만달통신.

### 지운의 사람들
- 박은혜 : 김씨부인 역 - 지운 母, 정석조의 부인 (특별출연)

명문가 출신의 아름답고 현숙한 여인으로 소문났었으나, 아들과 남편 사이에서 속 썩느라 다소 거칠어졌다.
하지만 지운에겐 누구보다 자애롭고 든든한 지원군.
- 장세현 : 방질금 역 - 지운의 친한 동생

천진난만 하고 겁이 많다.
자신과 여동생을 죽음의 위기에서 구해준 지운을 형님으로 모시며 따른다.
궐에든 지운을 대신해 삼개방을 운영하는 인물.
- 이수민 : 방영지 역 - 방질금의 여동생

강단있고 똑부러지는 성격으로 철없는 오빠를 단속하느라 바쁜 소녀.
삼개방에서 못하는 일 빼곤 다하는 실세로, 손님몰이와 입소문의 귀재다.
- 허정민 : 구별감 역 - 대전별감

지운의 친한 형. 지운이 의원으로 활동할 당시 몰래 궐에 들어 궁녀들을 시술 할 수 있게 돕기도 하고, 온갖 소식을 물어다주는 지운의 정보통으로 활동하기도 한다.

### 왕실사람들
- 이일화 : 대비 역 - 휘의 조모

왕실의 최고 어른으로 휘에게는 한없이 자애롭고 따뜻하지만 자신의 외척 인사들을 조정에 대거 포진시켜 자신의 세력을 만들어 온 만만찮은 내공의 정치9단.
왕의 유고시 후계자를 정할 수 있다는 막강한 카드를 바탕으로 누구의 손에도 놀아나지 않는 자신만의 정치를 선보인다.
- 손여은 : 중전 역 - 혜종의 계비, 휘의 계모

혜종이 휘에게 차가운 것이 자신에 대한 사랑과 자신의 아들 제현대군에 대한 신뢰라 굳게 믿고 있다.
자신이 숙의에서 중전이 되었듯, 제현대군 역시 세자가 되지 말란 법이 없다며 나약한 아들을 왕재로 키우기 위해 끊임없는 모략을 꾸민다.
- 김택 : 원산군 역 (아역 김준호) - 이현의 형, 왕실의 종친

부드러움 속에 숨겨진 야망을 품고 있다.
부드러운 미소와 겸손한 자세로 휘를 보필하고 있으나세자였던 아버지가 일찍 돌아가시지만 않았더라도 왕의 자리는 자신의 것이 되었을 거다 생각한다.
다정하고 다감한 이면에 서늘할 만큼 무서운 냉정함도 가지고 있는 이중적 인물.
- 김서하 : 창운군 역 - 휘의 숙부, 왕실의 종친

종친이라는 신분을 무기로 방탕하고 광기어린 행동을 일삼는 왕실의 문제아. 작은 일에도 쉽게 흥분하는 충동적이고 공격적인 성향으로 제 손에 피를 묻히는 것을 두려워하지 않는다. 아니 어찌 보면 오히려 그러한 가학을 즐기는 건지도 모른다. 그가 이렇듯 활개를 칠 수 있는 건 왕실 최고 어른 대비의 비호 아래 있기 때문인데, 자신의 행동이 조정에서 문제시 될 때마다 큰어머니인 대비마마에게 꾸지람을 듣지만 그뿐, 용서를 구하고 돌아서면 또 다시 같은 행동을 반복하는 소시오패스적 성향을 지녔다.
- 차성제 : 제현대군 역 (아역 박다온) (†) - 휘의 이복동생

어머니 중전과 외조부 창천군은 네가 세자의 자리를 차지해야 한다 말하지만 정작 제현대군은 왕위에 대한 욕심이 조금도 없다. 늘 형님, 휘의 애정을 갈구해온 제현대군은 자신의 존재 자체가 휘에게 위협이 되는 것이 고통스럽다.
- 한채아 : 빈궁 역 - 휘의 생모 (특별출연)

쌍생은 절대 불가하다는 왕명이 떨어졌을 때, 쌍생 여아의 죽음을 위장해 궐 밖으로 빼돌려 살렸다.
그러나 결국 아버지 한기재에게 휘의 존재를 들킨 후조선 땅 어디에도 딸아이가 숨을 곳은 없다는 것을 깨닫고 좌절한다. 빈궁의 목적은 오로지 하나. 제 딸아이를 살리는 것이다.

### 조정 사람들
- 박원상 : 신영수 역 - 이조판서. 소은 父

합리적이고 중도적인 성향으로 한기재와 창천군, 그 어느 세력에도 속하지 않고, 오로지 자신의 신념에 따라서만 행동한다.
과묵하고 진중한 성격으로, 딸인 소은에게 엄한 아버지이지만 언제나 딸아이의 의견을 존중해 자신의 논리대로 속단하거나 속박하지 않는 존경스러운 아버지이기도 하다.
- 정재성 : 노학수 역 - 병조판서, 하경 父

한기재 측 대신으로 관직의 무거움에 비해 말도 많고 행동 역시 가볍기가 그지없다.
늦둥이 딸 하경이를 세상에서 가장 사랑하는 조선판 딸 바보.
- 손종학 : 창천군 역 - 부원군, 영의정

유순하고 부드러운 이미지로 큰 정치적 영향력이 없었으나, 혜종의 탄탄한 지지를 받으며 급부상하고 있다.
언젠가 자신의 외손주 제현대군이 세자를 밀어내고 왕위를 차지할 것이라고 철썩같이 믿고 있다.

### 그 외 인물
- 조재완 : 익선 역 - 휘의 스승, 혜종의 벗
- 엄지만 : 의금부도사 역
- 김왕용 : 사형 집행관 역
- 박재완
- 신치영
- 한승엽
- 황다경
- 김호연
- 김혜원 : 여객의 여인 역
- 주인애 : 지밀상궁 역
- 박성제
- 최지민
- 강석원 : 사헌부 감찰 역
- 이은비 : 휘와 부딪힌 여인 역
- 엄태옥
- 이자경
- 강나루
- 황순정
- 임동민
- 김상욱
- 이유선
- 임철형
- 장의돈 : 창고지기 역
- 유재훈
- 장현
- 최세용
- 김은민
- 이창목
- 김효주
- 남지수
- 조효제
- 정용식
- 한성연 : 유공 역 - 노하경 측 궁녀
- 박노경 : 차력쇼 사람 모으는 남자 역
- 최미금
- 최원 : 서의원 역
- 손정원
- 국중웅
- 마시환
- 공진서 : 잔이 역
- 미상 : 창천군의 조카 역
- 미상 : 내관 역
- 미상 : 상선 역 (†)
- 미상 : 관군들 역
- 미상 : 호조판서 역
- 미상 : 상선의 아내 역

### 아역
- 김시은 : 이월 역 - 궁녀, 담이의 동무
- 신비 : 깨진 그릇에 베인 궁녀 역
- 김서진 : 궁녀 역
- 김세빈 : 궁녀 역
- 정준 : 축국하는 소환 역
- 강두현 : 축국하는 소환 역
- 박태윤 : 축국하는 소환 역
- 윤서연 : 명나라 황제의 어린 후궁 역 - 태감의 첫사랑

### 특별 출연
- 남경읍 : 선왕 역 (1~2회)
- 이서환 : 예부시랑 역 (2회, 7~8회)
- 박기웅 : 명나라 태감 역 (아역 김도원) (7~8회)
- 서진원 : 명나라 황제 후궁의 아버지 역 (8회)
- 김기두 : 관상감 일관 역 (14회)

## 시청률
최저 시청률과 최고 시청률은 시청률 조사회사와 지역별로 시청률에 차이가 있을 수 있습니다.
| 2021년 | 2021년    | 2021년          | 2021년        |
| 회차   | 방송일    | AGB 시청률      | AGB 시청률    |
| 회차   | 방송일    | 대한민국 (전국) | 서울 (수도권) |
| ------ | --------- | --------------- | ------------- |
| 제1회  | 10월 11일 | 6.2%            | 6.2%          |
| 제2회  | 10월 12일 | 6.7%            | 5.9%          |
| 제3회  | 10월 18일 | 6.5%            | 6.4%          |
| 제4회  | 10월 19일 | 5.9%            | 5.6%          |
| 제5회  | 10월 25일 | 5.7%            | 4.9%          |
| 제6회  | 10월 26일 | 5.5%            | 4.8%          |
| 제7회  | 11월 1일  | 7.0%            | 6.3%          |
| 제8회  | 11월 2일  | 7.6%            | 7.2%          |
| 제9회  | 11월 8일  | 7.8%            | 7.8%          |
| 제10회 | 11월 9일  | 7.2%            | 7.0%          |
| 제11회 | 11월 15일 | 7.1%            | 6.4%          |
| 제12회 | 11월 16일 | 8.8%            | 8.7%          |
| 제13회 | 11월 22일 | 10.0%           | 9.4%          |
| 제14회 | 11월 23일 | 9.6%            | 8.7%          |
| 제15회 | 11월 29일 | 9.9%            | 9.4%          |
| 제16회 | 11월 30일 | 8.8%            | 8.1%          |
| 제17회 | 12월 6일  | 8.4%            | 8.0%          |
| 제18회 | 12월 7일  | 9.4%            | 8.6%          |
| 제19회 | 12월 13일 | 9.3%            | 8.8%          |
| 제20회 | 12월 14일 | 12.1%           | 11.4%         |

## 편성 변경
- 2021년 11월 9일 : KBS 스포츠 2021년 KBO 리그 플레이오프 1차전 《두산 베어스 VS 삼성 라이온즈》 중계방송으로 인해 밤 10시로 편성 변경. (10회)

## 수상 경력

### 2021년KBS 연기대상
- 여자 최우수상 (박은빈)
- 남자 신인상 (로운)
- 여자 청소년연기상 (최명빈)
- 남자 인기상 (로운)
- 여자 인기상 (박은빈)
- 베스트 커플상 (로운&박은빈)

### 2022년 제49회한국방송대상
- 배우부문 여자 최우수연기상 (박은빈)

### 2022년 제17회서울 드라마 어워즈
- 작가상 (한희정)

### 2022년 국제에미상
- 텔레노벨라 부문

## OST
- Part.1 슈퍼주니어 KRY - 그림자 사랑 (2021.10.12 발매)
- Part.2 린 - 알아요 (2021.10.19 발매)
- Part.3 백지영 - IF I (2021.10.26 발매)
- Part.4 안다은 - I Believe (2021.11.02 발매)
- Part.5 브로맨스 (VROMANCE) - 숨바꼭질 (2021.11.09 발매)
- Part.6 해윤 - 티가 나 (2021.11.16 발매)
- Part.7 브로맨스 (VROMANCE) - 티가 나 (2021.11.16 발매)

## 참고 사항
- 송현욱 PD와 한희정 작가의 KBS 드라마 스페셜 2011 《기쁜 우리 젊은 날》과 KBS 드라마 스페셜 2012 연작시리즈 《국회위원 정치성 실종사건》에 이어서 세 번째로 의기투합하게 되는 작품이다.
- 배수빈과 이필모는 SBS 주말 특별기획 드라마 《내 마음 반짝반짝》 이후 6년 반 만에 다시 한 번 더 의기투합하게 되는 계기가 되었다.
- 이일화와 최명빈은 KBS 2TV 주말 드라마 《신사와 아가씨》에 이어서 다시 한 번 호흡을 맞추는 계기가 되었다.
- 이일화와 윤제문은 영화 《아빠는 딸》 이후 4년 반 만에 다시 한 번 더 의기투합하는 계기가 되었다.
- 15화 시작 후 10분 후에 같은 장면이 몇 초간 재생되는 방송 및 편집사고가 있었다.